# Papež Gregor (pravljica)
Papež Gregor je slovenska ljudska pravljica iz zbirke Koroške ljudske pravljice in pripovedke, ki jih je zbral Vinko Möderndorfer. Zbirko je uredila Jana Osojnik, iliustrirala Jelka Reichman, natisnila pa Tiskarna Ljudske pravice v Ljubljani leta 1991. Knjiga je izšla pri založbi Drava Celovec.

## Povzetek vsebine
Neki grofici je grozila nevarnost, da bi jo oče živo zazidal, saj se je pregrešila in zanosila. Zato je svoje dete položila v skrinjico in zraven dodala svojo sliko, škofovsko palico, tisočak ter listek, na katerem je pisalo, da naj se dečka vzgoji in krsti na ime Gregor. Ko je skrinjica potovala po reki, jo je našel mlinar in dečka vzel k sebi, čeprav ste z ženo že imela šest svojih otrok. Vzgajala sta ga kot svojega in ga krstila za Gregorja.
Nekega dne so začeli na vasi Gregorja zmerjati za povodnega črva. Odločil se je, da bo od matere izvedel, zakaj ga tako kličejo. Ko mu je mati povedala, da ni njen sin in da je priplaval po reki, je vzel skrinjico in vse kar je bilo zraven, razen tisočaka, in odšel.
V mestu je srečal najbogatejšega trgovca, ki ga je vzel k sebi in Gregor je začel delati v njegovi trgovini. Ljudje so kar drli v prodajalno in vsak je hotel, da mu postreže prav Gregor. Vendar pa to Gregorju ni bilo dovolj in je hotel iti na Turško. Na poti je imel težave, iz katerih ga je rešil trgovec. Komaj sta se vrnila domov, je prišla k trgovcu lepa vdova, ki je želela, da gre Gregor prodajati k njej v trgovino, saj nima nič strank. Gregor je privolil in trgovinica je oživela. Ko je vdova to videla, ga je prosila, naj se poroči z njo. Gregor si je priskrbel omaro s ključem in vanjo zaklenil skrinjico ter vse, kar je spadalo zraven. Ženi ni nikoli govoril o svoji preteklosti in ji ni dovolil odpreti omare. Ko pa je bil nekoč zdoma, je žena z rezervnim ključem omaro odprla in našla skrinjico ter ugotovila, da je ona njegova mati. Gregor je vzel svoje stvari in odšel, da bi delal pokoro.
Prišel je do ribiča in ga prosil, naj ga zazida med skalovje, ključ od vrat pa je vrgel v reko in dejal, da bo prišel med ljudi, ko bo nekdo našel ključ. V tem času je v Rimu ravno umiral papež, ki je želel, da ga nadomesti Gregor iz puščave. Tako so po papeževi smrti začeli iskati Gregorja puščavnika. Po naključju so našli ključ v ribinem trebuhu, odklenili vrata in Gregorja odpeljali v Rim, kjer je postal papež. Nekega dne je k spovedi prišla njegova mati in od takrat sta srečno živela v Rimu.

## Književne osebe
- Gregor
- vdova, Gregorjeva mati
- mlinar
- trgovec
- Turek
- vaščani
- ribič
- papež
- svetovalci

## Povezave
- Društvo slovenskih pisateljev Arhivirano 2012-02-24 na Wayback Machine.
- [mrtva povezava]